# Principado de Vladímir-Súzdal
El Principado de Vladímir-Súzdal, Gran Ducado de Vladímir-Súzdal (del ruso: Влади́миро-Су́здальское кня́жество) o Rus de Vladímir-Súzdal (Влади́мирско-Су́здальская Русь) fue uno de los grandes principados que sucedieron a la Rus de Kiev como principal potencia eslava desde finales del siglo XII hasta las postrimerías del siglo XIV. Considerado tradicionalmente como la cuna del idioma y la nacionalidad rusas, Vladímir-Súzdal evolucionaría gradualmente hasta transformarse en el Gran Principado de Moscú.

## Inicios
A mediados del siglo XII la Rus de Kiev se desintegró en tierras y principados independientes. La Rus del Sur, castigada por tribus nómadas y debilitada por las constantes discordias intestinas entre los príncipes, poco a poco acabó perdiendo su grandeza. Entonces, el centro de la vida política y económica se trasladó al noreste, a la cuenca del Volga superior.
El principado ocupó un vasto territorio en el noreste de la Rus de Kiev limitado, aproximadamente, por los ríos Volga, Oká y Dviná Septentrional. En el siglo XI, la capital local fue Rostov la Grande, y las principales ciudades incluían Súzdal, Yaroslavl y Belozersk. En esta época, las tierras entre el Oká y el Volga, también conocida como Rus Zalésskaya, quedaban en la periferia de la Rus de Kiev. Sus tierras, ricas desde el punto de vista agrícola, con numerosos ríos y arroyos, bosques y prados, solo comenzaba a poblarse. Ninguno de los príncipes de Kiev se interesaban por ellas.
Vladímir II Monómaco, al asegurar sus derechos al principado en 1093, trasladó la capital de Rostov a Súzdal. Quince años más tarde (1108), fortaleció y reconstruyó la ciudad de Vladímir, en el margen abrupto del río Kliazma, a 31 km al sur de Súzdal.
A la muerte del príncipe en 1125, esta tierra se separa de la Rus del Sur, y su hijo Yuri Dolgoruki se convierte en su primer príncipe. Trasladó la sede del principado a Vladímir en 1157. Los boyardos de Rostov y Súzdal, no obstante, eran reacios a perder la supremacía, y siguió una breve guerra civil. Es la época en que se produjo la activa colonización de las tierras nororientales, en las que el nuevo príncipe tuvo gran participación, construyendo ciudades, iglesias y monasterios. No obstante, el príncipe no perdía las esperanzas de ocupar el trono de Kiev y mantenía constantes guerras por el gran principado. En una de estas batallas Yuri Dolgoruki logró ocupar Moscú (1147), por entonces aldeas que pertenecían al boyardo Stepán Kuchka. En 1156, en Moscú, por orden suya, se construye una fortificación de madera y un foso alrededor.
A mediados del siglo XII, cuando las tierras meridionales de la Rus fueron sistemáticamente asaltadas por nómadas túrquicos, su población comenzó a emigrar hacia el norte. En lo que anteriormente eran zonas boscosas, conocidas como Zalesie (es decir, Transbosquia), se establecieron numerosos asentamientos nuevos. La fundación de Pereslavl-Zaleski, Kostromá, Dmítrov, Moscú, Yúriev-Polski, Úglich y Tver se atribuyeron (por los cronistas o la leyenda popular) a Yuri Dolgoruki. Las principales ciudades del principado de Súzdal serían, así, Rostov, Yaroslavl, Súzdal, Vladímir, Tver, Nizhni Nóvgorod y Moscú.
En 1155, el príncipe Yuri alcanza su meta y se convierte en el Gran príncipe de Kiev, pero dos años más tarde es envenenado por los boyardos de esta ciudad.

## Desarrollo del principado

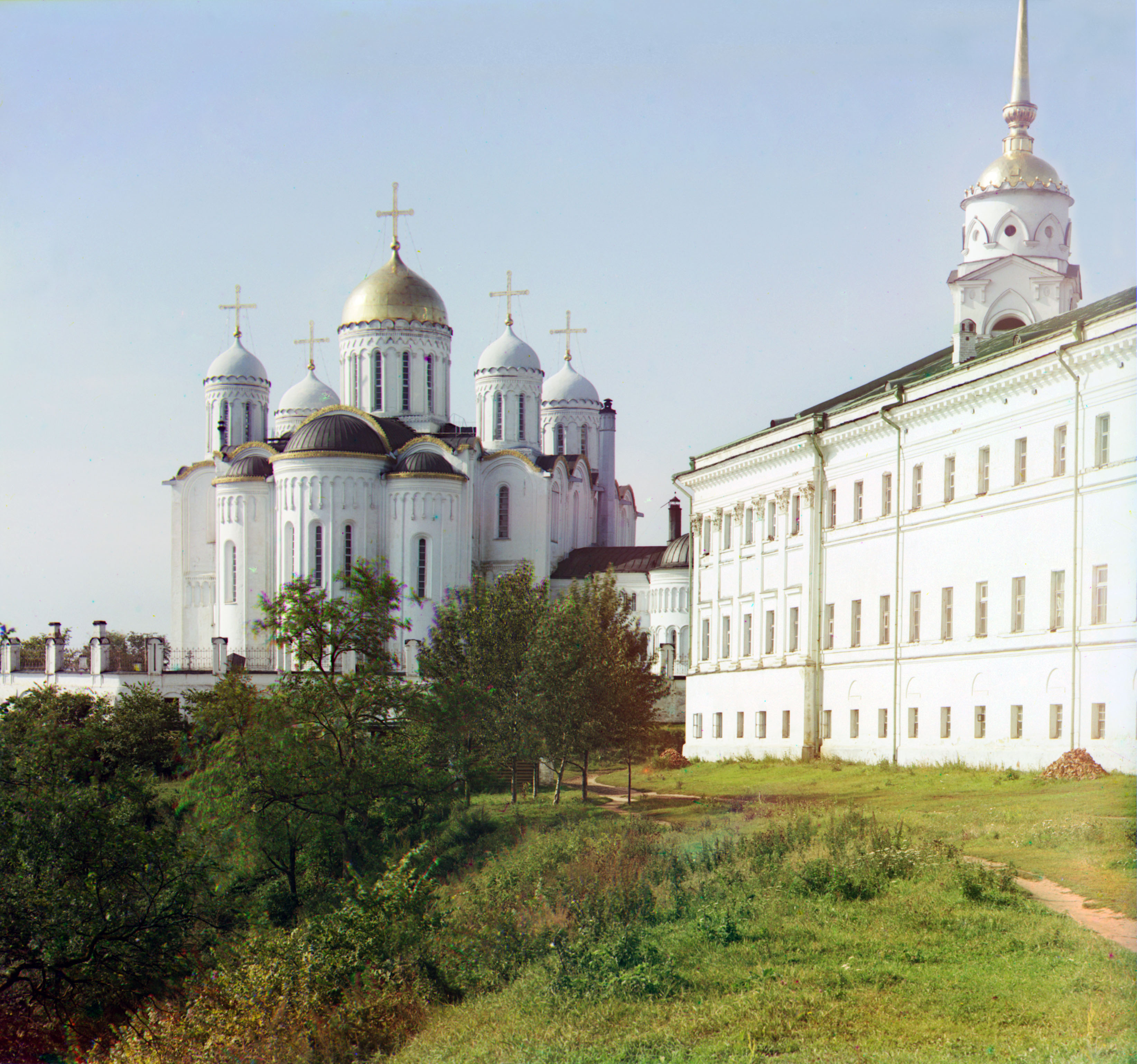
Iglesia de la Dormición en Vladímir; fue construida en 1158-1160 y funcionó como iglesia madre de Rusia en el.

Andréi Bogoliubski, hijo de Yuri Dolgoruki, había sido enviado por su padre al norte e invitado por los boyardos del lugar a gobernar estos territorios. Es a Andréi el Piadoso a quien debe otorgarse el mérito de llevar a Vladímir a su zenit del poder político. Andréi fue un gobernante singularmente dotado, que trató con desdén a los antiguos centros de poder como Kiev. Después de quemar Kiev en 1169, rechazó aceptar el trono de Kiev y en lugar de ello entronizó a su hermano menor, Gleb de Kiev. Su capital de Vladímir fue para él una preocupación mucho mayor, y la embelleció con iglesias y monasterios de piedra blanca. Andréi fue asesinado por los boyardos en su residencia suburbana de Bogoliúbovo en 1174.
Después de un breve interregno, el hermano de Andréi, Vsévolod III aseguró el trono. Continuó la mayor parte de las políticas de su hermano, y de nuevo sometió a Kiev en 1203. El principal enemigo de Vsévolod, sin embargo, fue el Principado de Riazán meridional, que al parecer suscitó discordia dentro de la familia principesca, y el poderoso estado túrquico de Bulgaria del Volga, que limitaba con Vladímir-Súzdal por el Este. Después de varias campañas militares, Riazán ardió hasta los cimientos, y los búlgaros se vieron obligados a pagar tributo.
La muerte de Vsévolod en 1212 provocó un serio conflicto dinástico. Su hijo mayor, Konstantín, obtuvo el apoyo de los poderosos boyardos de Rostov y Mstislav el Valiente de Kiev, expulsó al heredero legítmo, su hermano Yuri, de Vladímir a Rostov. Solo seis años después, a la muerte de Konstantín, logró Yuri regresar a la capital. Yuri fue un despiadado gobernante que derrotó decisivamente a la Bulgaria del Volga e instaló a su hermano Yaroslav en Nóvgorod. Su reinado, sin embargo, acabó en catástrofe, cuando las hordas mongolas a las órdenes de Batu Kan tomaron y quemaron Vladímir en 1238. Después devastaron otras de las principales ciudades de Vladímir-Súzdal durante la invasión mongola de la Rus de Kiev.

## Estado vasallode la Horda de Oro
Ni Vladímir, ni ninguna de las ciudades más antiguas, lograron recuperarse tras la invasión mongola. El principado rápidamente se desintegró en once pequeños principados: Moscú, Tver, Pereslavl-Zaleski, Rostov, Yaroslavl, Úglich, Belozersk, Kostromá, Nizhni Nóvgorod, Starodub del Kliazma y Yúriev-Polski. Todos ellos reconocieron nominalmente la soberanía del Gran Príncipe de Vladímir, quien era nombrado por el Kan de la Horda de Oro. Incluso el popular Alejandro Nevski de Pereslavl tuvo que acudir a la capital de la Horda de Oro en Sarái para recibir el yarlyk (en:jarlig) y ser nombrado Gran Príncipe en Vladímir.
A finales del siglo, solo tres principados, Moscú, Tver y Nizhni Nóvgorod, aún luchaban por el título de Gran Príncipe. Sus gobernantes, una vez instalados como grandes príncipes de Vladímir, ni siquiera se preocupaban por dejar la capital y establecerse permanentemente en Vladímir. Cuando el metropolita Pedro de Kiev (en)  trasladó su sede de Vladímir a Moscú en 1325, quedó claro que el Gran Principado de Moscú había sucedido con éxito al de Vladímir como centro principal del poder en la Rus nororiental.

## Grandes príncipes de Vladímir-Súzdal
- 1157-1174: Andréi Bogoliubski, primer Gran príncipe de Vladímir, hijo de Yuri Dolgoruki
- 1174-1176: Mijaíl, hijo de Yuri Dolgoruki
- 1176-1212: Vsévolod el Gran Nido, 11.º hijo de Yuri Dolgoruki
- 1212-1216: Yuri II, tercer hijo de Vsévolod el Gran Nido
- 1216-1218: Constantín I, hijo mayor de Vsévolod el Gran Nido
- 1218-1238: Yuri II, restaurado
- 1238-1246: Yaroslav II, cuarto hijo de Vsévolod el Gran Nido
- 1246-1249: Sviatoslav III, sexto hijo de Vsévolod el Gran Nido
- 1249-1252: Andrés II, tercer hijo de Yaroslav II
- 1252-1263: Alejandro Nevski, cuarto hijo de Yaroslav II
- 1264-1271: Yaroslav III, hijo de Yaroslav II
- 1272-1277: Basilio de Kostromá, hijo menor de Yaroslav II
- 1277-1294: Dmitri de Pereslavl, segundo hijo de Alejandro Nevski
- 1294-1304: Andréi de Gorodéts, hijo de Alejandro Nevski
- 1304-1318: Miguel Yaroslávich, segundo hijo de Yaroslav III
- 1318-1322: Yuri de Moscú
- 1322-1326: Dimitri de Tver
- 1326-1327: Alejandro de Tver
- 1328-1341: Iván I de Moscú (Iván Kalitá)
- 1341-1353: Simeón de Moscú (Simeón el Orgulloso)
- 1353-1359: Iván II de Moscú (Iván el Bueno)
- 1359-1362: Dmitri Donskói

## Cultura

### Período Suzdaliano
Como parte del mundo cristiano, los principados de la Rus obtuvieron una amplia gama de oportunidades para desarrollar sus lazos políticos y culturales no sólo con Bizancio, sino también con los países europeos. A finales del siglo XI, la Rus cayó gradualmente bajo la influencia de la arquitectura romana. Las catedrales de piedra blanca, decoradas con esculturas, aparecieron en el principado de Vladímir-Súzdal gracias a la invitación de Andréi Bogoliubski a arquitectos de "todo el mundo". Según el historiador ruso Vasili Tatíschev, los arquitectos fueron enviados a Vladímir por el emperador del Sacro Imperio Romano Germánico Federico Barbarroja. Estas catedrales, sin embargo, no son idénticas a los edificios romanos de la católica Europa y representan una síntesis de la planta cruciforme y las cúpulas bizantinas con la construcción en piedra blanca y la técnica decorativa romanas. Esta mezcla de tradiciones griegas y europeas occidentales sólo fue posible en Rusia. Uno de sus resultados fue una famosa obra maestra arquitectónica de Vladímir, la Iglesia de la Intercesión del río Nerl, verdadero símbolo de la originalidad cultural de la Rusia medieval.

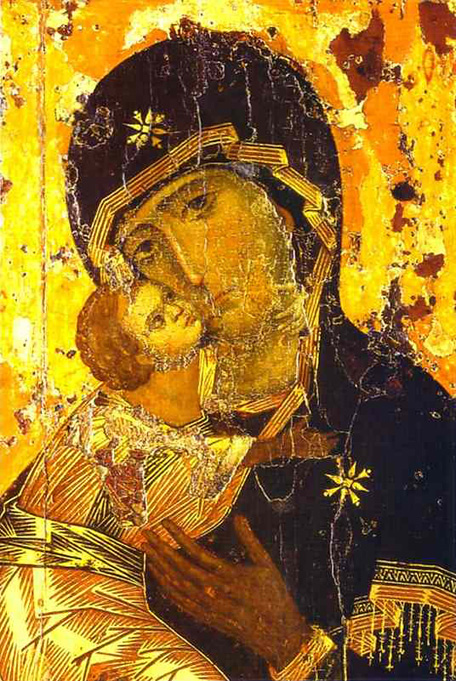
La veneración de la Virgen María como santa protectora de Vladímir fue introducida por Andréi Bogoliubski, que dedicó a Ella numerosas iglesias e instaló en su palacio una venerada imagen, conocida como el icono de la Virgen de Vladímir.

A principios de la Edad Media, los principados de la Rus se asemejaban culturalmente y en su desarrollo histórico a otros países europeos. Más tarde, sin embargo, Rusia y Europa se separaron. El Cisma Este-Oeste de 1054 fue una de las causas. Apenas perceptible en el siglo XI, se hizo muy evidente dos siglos más tarde durante la resistencia de los ciudadanos de Nóvgorod a los Caballeros Teutónicos. Asimismo, a mediados del siglo XII, la influencia dominante de la Rus de Kiev (algunos historiadores consideran que ni siquiera es posible llamarla Estado en el sentido moderno de la palabra) comenzó a menguar.
En 1155, Andréi Bogoliubski trasladó su sede a Vladímir, junto con la Virgen de Výshgorod, un icono bizantino de la Virgen María que previamente se había llevado del Convento de monjas Bogoródichny de Výshgorod, ciudad del Principado de Kiev. A partir de esta época, el icono empezó a denominarse la Virgen de Vladímir y casi todos los principados comenzaron a formar sus propias escuelas de arquitectura y arte. En 1157, tras la muerte de su padre, Yuri Dolgoruki, Andréi Bogoliubski se convertiría en Gran Príncipe de Vladímir.
La invasión mongola de la Rus de Kiev por Batú Kan y la posterior dominación de las tierras de los Rus por la Horda de Oro fue también un punto de inflexión en la historia de la cultura y el Estado rusos. El dominio de la Horda de Oro impuso a algunos principados sucesores de la Rus de Kiev sus propios principios de Estado, muy diferentes de los de Europa Occidental. En particular, Rusia adoptó un principio de subordinación universal y autoridad indivisa.

### Período moscovita
La Rus sólo pudo recuperarse de las consecuencias de la invasión mongola a finales del siglo XIII. Las primeras zonas en recuperarse fueron Nóvgorod y Pskov, que se habían librado de la incursión tártara-mongola. Estas ciudades-estado, con gobierno parlamentario, crearon un tipo de cultura original bajo cierta influencia de sus vecinos de la báltica occidental. A principios del siglo XIV, el liderazgo en las tierras del noreste se transfirió del Principado de Vladímir a Moscú, que, a su vez, lucharía por el liderazgo contra Tver durante otro siglo. Moscú formaba parte de las tierras de Vladímir y funcionaba como una de las fortalezas fronterizas del noreste de Rusia. En 1299, el metropolita Máximo de Kiev (en) había trasladado la residencia de Kiev a Vladímir. En 1325, el metropolita Pedro de Kiev abandonó Vladímir y se estableció en Moscú, trasladando así la residencia de la Iglesia ortodoxa rusa de Vladímir a Moscú. En 1395, ante el avance de las tropas de Tamerlán, el principal objeto de culto de la "antigua" capital -el icono de la Virgen de Vladímir- se trasladó a Moscú. Vladímir se convirtió en un modelo para Moscovia.
Haciendo hincapié en la sucesión, los príncipes moscovitas cuidaron con esmero los lugares sagrados de Vladímir. A principios del siglo XV, Andréi Rubliov y Daniil Chorny pintaron la Catedral de la Dormición de Vladímir. La primera obra de Rubliov data de 1405, cuando decoró con iconos y frescos la catedral de la Anunciación del Kremlin de Moscú, junto con Teófanes el Griego y Prójor de Gorodéts. A mediados de la década de 1450, restauraron la Catedral de San Jorge en Yúriyev-Polski bajo la supervisión de Vasili Yermolin. La arquitectura de Moscovia y sus tierras circundantes en los siglos XIV a principios del XV, denominada habitualmente arquitectura moscovita temprana, heredó de Vladímir la técnica de construcción en piedra blanca y la tipología de catedrales de cuatro pilares. Sin embargo, los historiadores del arte señalan que la arquitectura moscovita temprana recibió influencias de los Balcanes y de la arquitectura gótica europea.
La pintura rusa de finales del siglo XIV y principios del XV se caracteriza por dos influencias principales, las del artista bizantino Teófanes el Griego y el pintor de iconos ruso Andréi Rubliov. El estilo de Teófanes se distingue por su paleta monocromática y una expresividad poco común de manchas y líneas lacónicas, que envían un mensaje de compleja implicación simbólica, cercano a la entonces muy extendida doctrina del hesicasmo, procedente de Bizancio. Los iconos de colores suaves de Rubliov se acercan más al estilo pictórico tardobizantino de los países balcánicos en el siglo XV.
El final del siglo XIV estuvo marcado por uno de los acontecimientos más importantes de la historia rusa. En 1380, Dmitri Donskói y su ejército asestaron el primer golpe serio a la Horda de Oro. Sergio de Rádonezh, fundador y hegúmeno de la Laura de la Trinidad y San Sergio, desempeñó un papel excepcional en esta victoria.  El nombre de San Sergio, que se convirtió en protector y patrón de Moscovia, tiene un enorme significado en la cultura rusa. El propio Sergio y sus seguidores fundaron más de doscientos monasterios, que se convertirían en la base de la llamada "colonización monástica" de las poco desarrolladas tierras del norte. La vida de Sergio de Rádonezh fue escrita por uno de los escritores más destacados de la época, Epifanio el Sabio. El icono de La Trinidad es la obra más famosa de Rubliov, pintado probablemente entre 1422 y 1428 para la catedral de la Trinidad o Tróitski Sobor (en) del monasterio de la Trinidad y San Sergio. El icono se considera la mayor obra maestra de la Edad Media rusa.
La Rusia de mediados del siglo XV es conocida por sus sangrientas guerras intestinas por la sede moscovita del Gran Príncipe. Iván III consiguió unir las tierras rusas alrededor de Moscú (a costa de arrasar Nóvgorod y Pskov) sólo a finales del siglo XV, y puso fin a la subordinación de Rusia a la Horda de Oro tras el Gran encuentro del río Ugrá de 1480. Más tarde, el río recibió el poético nombre de "Cinturón de la Virgen" (Poias Bogoróditsy). Este acontecimiento marcó el nacimiento del soberano Estado ruso, encabezado por el Gran Príncipe de Moscú.